# AltCtrl
Alt Ctrl је српски музички алт-поп дуо из Београда.
Бенд чине Алекса Вучковић и Димитрије Борчанин, чланови групе Лифт. Године 2025. учествују на Песми за Евровизију са песмом Мамурна јутра.

## Дискографија

### Синглови
- Води ме (2024)
- Нека вози (2024)
- Далеко (2025)
- Мамурна јутра (2025)